# Alen Roj
Alen Roj (* 10. November 1992 in Maribor) ist ein slowenischer Badmintonspieler. Roj ist mit der in Belarus geborenen Badmintonspielerin Olga Konon verheiratet.

## Karriere
Alen Roj gewann bei der slowenischen Badmintonmeisterschaft 2009 Bronze im Mixed mit Urška Polc. Ein Jahr später steigerte er sich mit ihr auf den Silberrang und gewann zusätzlich noch Bronze im Herreneinzel. 2012 wurde er sowohl im Mixed als auch im Doppel Dritter. International war er in Ungarn, Kroatien, Rumänien, Österreich und bei den Mannschafts-Europameisterschaften 2012 am Start. 2013 gewann er gemeinsam mit seinem Landsmann Kek Jamnik das Herrendoppel bei den Botswana International. 2015 gewann er die slowenischen Meisterschaften im Doppel zusammen mit Luka Petrič. 